# Kostel svatého Petra a Pavla (Božice)
Kostel svatého Petra a Pavla je římskokatolický chrám v Božicích v okrese Znojmo. Jde o farní kostel římskokatolické farnosti Božice. Je chráněn jako kulturní památka České republiky.
Nejstarší písemná zpráva o Božicích se vztahuje k roku 1225. Dne 25. dubna tohoto roku byl Jindřichem, titulárním biskupem z Troje, vysvěcen farní kostel svatého Petra a Pavla. Ten patří díky románskému jádru a gotickému vnitřku k nejstarším kostelům v okolí a je dodnes významnou stavbou v obci. Barokní fara pochází z konce 17. století. Zápisy ve farní matrice začínají rokem 1683.